# 극흑의 브룬힐데
《극흑의 브룬힐데》(일본어: 極黒のブリュンヒルデ 고쿠코쿠노 부륜히루데[*])는 『엘펜리트』와 『노노노노』로 유명한 오카모토 린의 세 번째 장편 만화 작품이다. 2012년 7월부터 일본의 주간 영 점프에서 연재되고 있다. 대한민국에서는 서울문화사에서 2014년 5월부터 출판되고 있다.
2014년에는 TV 애니메이션으로 제작되어 2014년 4월부터 2014년 6월까지 방영되었다. 일본의 주관 방송사는 TOKYO MX, 한국의 방송사는 애니플러스다.

## 등장인물

### 주요 인물
- 무라카미 료우타
- 쿠로하 네코 (黒羽 寧子)/ 쿠로네코 (クロネコ)
- 카나 (佳奈)
- 카즈미 (カズミ)
- 타카토리 코토리 (鷹鳥 小鳥)
- 와카바야시 하츠나 (若林初菜)

### 과거의 인물
- 연구실 간부들과 마녀들
- 료 (九)
- 아카네 (茜)
- 사오리 (沙織)
- 키카코 (キカコ)
- 카나데 (かなで)
- 치에 (千絵)
- 시노 (シノ)

### 그외
- 마키 (真希)
- 카시와기 (柏木)
- 코고로 (小五郎)

## TV 애니메이션

### 방영 목록
| 화수   | 부제            | 그림콘티          | 연출              | 작화감독                                 | 방송일         |
| ------ | --------------- | ----------------- | ----------------- | ---------------------------------------- | -------------- |
| 제1화  | 너를 기다리며   | 이마이즈미 켄이치 | 타케시타 켄이치   | 카라스 히로아키                          | 2014년 4월 6일 |
| 제2화  | 마법사          | 이마이즈미 켄이치 | 타마다 히로시     | 무라지 아키히데 마츠모토 준페이          | 4월 13일       |
| 제3화  | 진사제          | 이마이즈미 켄이치 | 코마야 켄이치로   | 코세키 마사루                            | 4월 20일       |
| 제4화  | 잃어버린 기억   | 이마이즈미 켄이치 | 渡部周            | 마츠모토 준페이 장민호                   | 4월 27일       |
| 제5화  | 천체관측        | 이마이즈미 켄이치 | 니시무라 히로아키 | 이상민                                   | 5월 4일        |
| 제6화  | 미소의 이유     | 이마이즈미 켄이치 | 타카무라 유타     | 하마나카 아키코 무라지 아키히데          | 5월 11일       |
| 제7화  | 희망의 조각     | 이마이즈미 켄이치 | 마츠모토 마사유키 | 니시무라 미유키                          | 5월 18일       |
| 제8화  | 남겨진 단서     | 이마이즈미 켄이치 | 渡部周            | 마츠모토 준페이 유민지                   | 5월 25일       |
| 제9화  | 가짜 기억       | 이마이즈미 켄이치 | 코마야 켄이치로   | 아라오 히데유키                          | 6월 1일        |
| 제10화 | 살아있다는 증표 | 이마이즈미 켄이치 | 타카무라 유타     | 장민호, 유민지                           | 6월 8일        |
| 제11화 | 갑작스런 재회   | 이마이즈미 켄이치 | 니시무라 히로아키 | 박혜란, 이석인                           | 6월 15일       |
| 제12화 | 마녀사냥        | 이마이즈미 켄이치 | 渡部周            | 마츠모토 준페이 유민지, 홍범석           | 6월 22일       |
| 제13화 | 지키고 싶은 것  | 이마이즈미 켄이치 | 이마이즈미 켄이치 | 카라스 히로아키 이마이즈미 켄이치 허혜정 | 6월 29일       |

### 오프닝 테마/엔딩 테마
- 첫 번째
  - BRYNHILDR IN THE DARKNESS -Ver. EJECTED-
  - いちばん星 - 쿠로하 네코(성우. 타네다 리사)
- 두 번째
  - Virtue and Vice - Fear, and Loathing in Las Vegas